# Cable (miasto w Wisconsin)
Cable – miasto w Stanach Zjednoczonych, w stanie Wisconsin, w hrabstwie Bayfield.